# Crkva sv. Šimuna Stilita kod Alepa
Crkva sv. Šimuna (arap.: كنيسة مار سمعان العمودي Kanīsat Mar Sim ʿal-ʿ Amūdī) povijesna je građevina koja se nalazi oko 30 km (19 milja) sjeverozapadno od Alepa u Siriji. To je najstarija preživjela bizantska crkva, koje datira iz 5. stoljeća. Izgrađena je na mjestu stupa sv. Šimuna, glasovitog pustinjaka. Crkva je popularno poznata kao Qalaat Semaan (arapski: قلعة سمعان Qal na Sim), "Šimunova tvrđava", ili Deir Semaan (arapski: دير سمعان Dayr Sim), "Šimunov samostan".

## Povijest
Sveti Šimun Stilit je rođen u 386. u selu u gorju Amanus. Pridružio se samostanu u tom području, ali je ubrzo odlučio tražiti vjerski život sam kao pustinjak. Nakon života u špilji na neko vrijeme, premjestio se na vrh stupa visokog 15 metara želeći postići veću usamljenost. Ubrzo je privukao još ljudi koji su došli iz daljine čuti ga kako propovijeda dva puta dnevno.
Nakon 37 godina na vrhu stupa, sveti je Šimun umro 459. godine. Njegovo tijelo su svečano otpratila u Antiohiju sedam biskupa i nekoliko stotina vojnika, te dugačak red odanih sljedbenika. Šimunov grob u Antiohiji postao je glavno mjesto hodočašća, pa tako i njegov stup na stjenovitom brežuljku, gdje je proveo posljednja četiri desetljeća svog života.
U roku od samo nekoliko desetljeća (oko 475.), velika bazilika je sagrađena Šimunu Stilitu u čast. Ona se sastojala od četiri bazilike, spojene središnjim oktogonom, u kojem je stajao glasoviti stup. S 5000 četvornih metara (53.820 kvadratnih) podne površine je gotovo jednaka Aja Sofiji u Carigradu. Ipak, za razliku od Aje Sofije, Crkva Sv. Šimuna Stilita smještena je na vrhu neplodnog brda 60 km (37 km) od najbližeg grada, ali nije bila izolirana: bazilika je samo jedan dio ogromnog, zidinama ograđenog kompleksa koji je uključivao samostan, dvije manje crkve, te nekoliko velikih hotela. Muslimansko osvajanje Sirije ubrzalo je napuštanje crkve i kompleksa.

## Trenutno stanje
Stup svetog Šimuna Stilita još uvijek se može vidjeti u sredini dvorišta, iako je sada samo dva metra visoka stijena zbog stoljeća skupljanja relikvija od strane hodočasnika. Dvorište je okruženo s četiri bazilike s križnim planom. Istočna bazilika je nešto veća od ostalih, jer je bila najvažniji dio gdje su se održavale sve glavne ceremonije. Na južnom zidu istočne bazilike su kapela i samostan. Nasuprot južnoj bazilici je krstionica, koja je sagrađena malo nakon glavne crkve, ali je važan dio hodočasničkog kompleksa. Zapadno od krstionice je procesijski put koji vodi prema Deir Semaanu. U lipnju 2011., crkva i okolna sela upisana su na UNESCO-ovu listu svjetske baštine kao dio drevnih sela sjeverne Sirije.

## Galerija
- Pogled na kompleks
- Krstionica
- Redovničke ćelije

## Poveznice
- Bazilika
- Bizant
- Aja Sofija

## Vanjske poveznice
- Gatier, P., T. Sinclair, M. Ballance, R. Warner, R. Talbert, T. Elliott, S. Gillies. Places: 658606 (Symeon, Mon.). izdavač: Pleiades. Pristupljeno 8. ožujka 2012.CS1 održavanje: više imena: authors list (link)